# Gotha
Gotha – miasto powiatowe w Niemczech, w kraju związkowym Turyngia, siedziba powiatu Gotha. 31 grudnia 2022 miasto liczyło 46 019 mieszkańców. 

## Geografia
Gotha leży na przedgórzu Lasu Turyńskiego przy autostradzie A4 i głównej linii kolejowej Lipsk – Frankfurt nad Menem, ze stacją Gotha. Najwyższy punkt w granicach miasta, wzgórze Krahnberg, leży na wysokości 431,3 m n.p.m. Najwyższym wzniesieniem na obszarze zabudowanym jest wzgórze zamkowe sięgające 331 m, a najniższy punkt znajduje się na wysokości 269,4 m n.p.m.

## Historia
Pierwsza wzmianka o mieście pochodzi z 775 roku, w którym to Karol Wielki przekazał villę gotaha klasztorowi Hersfeld. W 1180 lub 1189 miejscowość utrzymała prawa miejskie, od 1247 należała do margrabiów Miśni z dynastii Wettynów. Z 1316 pochodzi wzmianka o tutejszym zamku Grimmenstein. Jako, że przez miasto nie przebiega żadna większa rzeka, w latach 1366–1369 wybudowano Leinakanal ułatwiający zaopatrzanie miasta w wodę. W 1524 do miasta dotarła reformacja, pierwszym pastorem i superintendentem został reformator Friedrich Myconius. W 1545 zabudowa Gothy została zniszczona przez pożar, a w 1567 miasto zajęły wojska cesarskie Habsburgów, które zrównały zamek z ziemią. W 1640, w wyniku podziału księstwa Saksonii-Weimaru, powstało księstwo Saksonii-Gothy, a w latach 1643–1654 książę Ernest I Pobożny wzniósł tu swoją rezydencję – pałac Friedenstein. W 1672 książę odziedziczył tron księstwa Altenburga i włączył je w granice swojego kraju, zmieniając jego nazwę na Księstwo Saksonii-Gothy-Altenburga. W latach 1708–1711 powstał letni pałac Friedrichsthal. W 1769 rozebrano fortyfikacje otaczające Friedenstein umożliwiając budowę ogrodu pałacowego. W 1798 w miejscowym obserwatorium zorganizowano pierwszy międzynarodowy  kongres astronomiczny. W latach 1806–1811 rozebrano mury miejskie. Od 1826 miasto należy do księstwa Saksonii-Coburga-Gothy. W 1847 do miejscowości doprowadzono linię kolejową. W 1875 w budynku restauracji Tivoli August Bebel i Ferdinand Lassalle założyli Socjalistyczną Partia Niemiec, poprzedniczkę dzisiejszej SDP. W 1920 Gothę włączono w granice kraju związkowego Turyngii. W 1894 otwarto pierwszą linię tramwajową. Podczas nocy kryształowej oddziały SA spaliły tutejszą synagogę. W 1945 komendant Josef von Gadolla oddał bez walki miasto w ręce Amerykanów, co uratowało je przed zniszczeniem; mimo to po roku 1980 część starego miasta została rozebrana. W 2015 roku dokumenty Forschungsbibliothek Gotha wpisano na listę Pamięć Świata UNESCO.

## Gospodarka
W mieście rozwinięty jest przemysł maszynowy, środków transportu, metalowy, gumowy oraz poligraficzny.

## Kultura
- Almanach Gotajski, rocznik wydawany 1763–1944 i od 1956, zawiera między innymi zbiór wiadomości o rodzinach panujących i arystokracji.
- biblioteka uniwersytecka (Universitäts- und Forschungsbibliothek Erfurt/Gotha)
- Muzeum Przyrody (Museum der Natur Gotha(inne języki))
- Muzeum Ubezpieczeń (Museum der deutschen Versicherungswirtschaft(inne języki))

## Zabytki
- zespół zamkowy Friedenstein – największa wczesnobarokowa rezydencja magnacka w Niemczech z najstarszym na kontynencie europejskim parkiem w stylu angielskim, barokowym pałacem Friedrichsthal, pałacem zimowym (Winterpalais), muzeum książęcym (Herzogliches Museum(inne języki)) i zabytkową oranżerią;
- pałac Mönchshof z otaczającym go parkiem w Gocie-Siebleben;
- kościoły, w tym gotycka Margarethenkirche na Nowym Targu (niem. Neumarkt) i gotycki poklasztorny kościół augustianów – dziś ewangelicki kościół parafialny;
- ratusz;
- domy mieszczańskie z XVII-XVIII wieku;
- Thüringerwaldbahn(inne języki) (pol. Kolej Lasu Turyńskiego).

## Sport
- VC Gotha – klub piłka siatkowej mężczyzn.

## Osoby związane z miastem
- Jan Ernest IV (1658–1729) współwładca w Saksonii-Gocie-Altenburgu w latach 1675–1680, książę Saksonii-Saalfeld od 1680, i Saksonii-Coburg od 1699 (określany odtąd jako książę Saksonii-Coburg-Saalfeld).
- Lucas Cranach starszy (1472–1553), niemiecki malarz i grafik epoki renesansu.
- Hannah Höch (1889-1978), niemiecka artystka awangardowa.

## Współpraca
Miejscowości partnerskie:
- Gastonia, Stany Zjednoczone
- Kielce, Polska
- Martin, Słowacja
- Romilly-sur-Seine, Francja
- Salzgitter, Dolna Saksonia